# Justus Müller (Pädagoge)
Justus Müller (auch: Justus Mullerus und Iustus Müllerus; * 1. Februar 1617 in Mandesen; † 12. April 1678 in Hannover) war ein deutscher Gymnasiallehrer.

## Leben

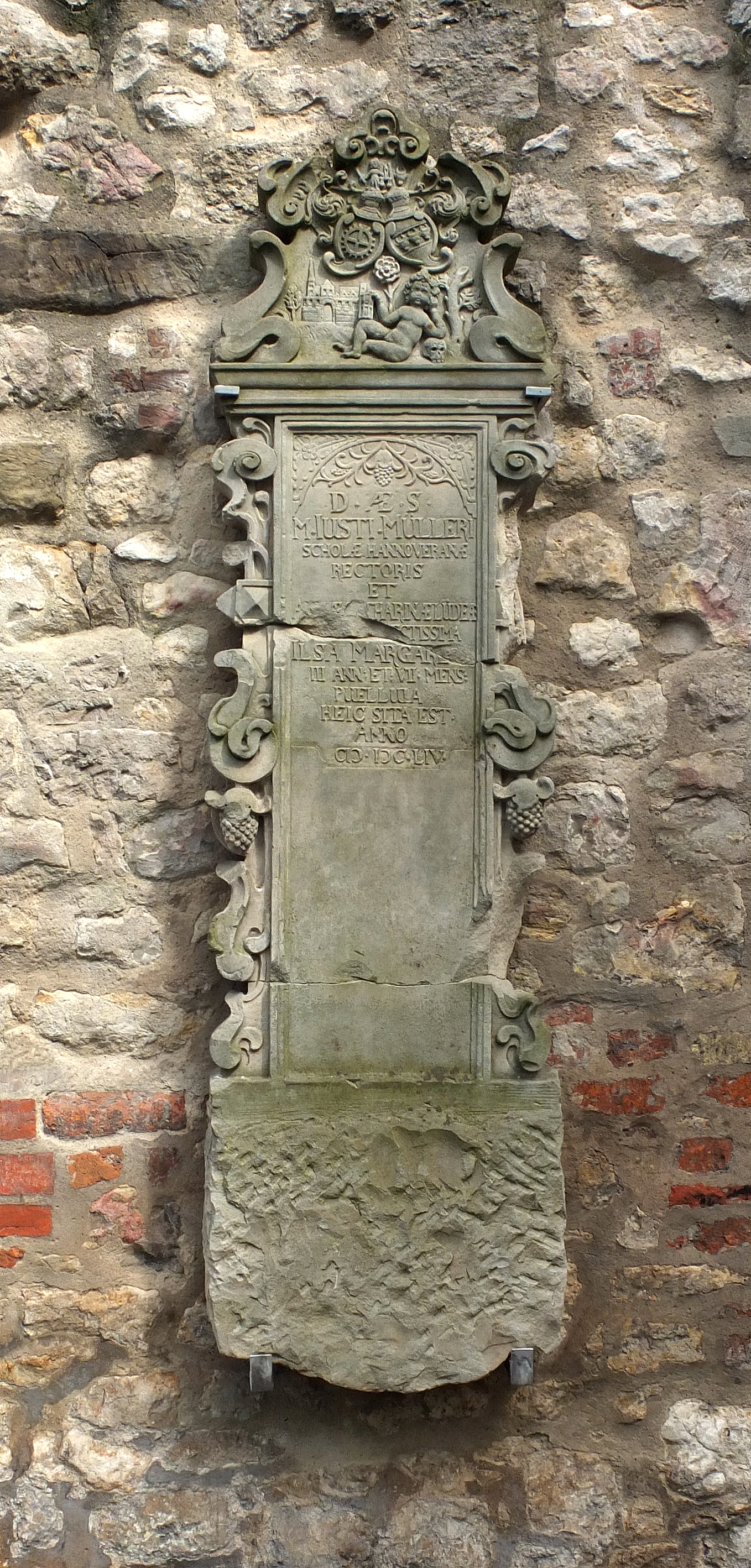
Grabstein aus der Familie Müllers von 1654 als neu angebrachtes Epitaph an der Innenwand der Nikolaikapelle

Justus Müller war der Sohn des von Mandesen im Herzogtum Wolfenbüttel nach Ronnenberg versetzten, gleichnamigen Superintendenten Justus Müller und dessen Ehefrau, eine geborene Wiedeburgen. Geboren im Jahr vor dem Beginn des Dreißigjährigen Krieges, übernahm Müller kurz nach Kriegsende in der Residenzstadt Hannover als Nachfolger von Eberhard Baring das Amt des Rektors der Stadtschule Hannovers, des späteren Ratsgymnasiums beziehungsweise Lyceums.
Im Todesjahr Müllers 1678 trat Hermannus Jacobi dessen Nachfolge an.
Von dem Schulrektor Justus Müller hat sich heute als Epitaph im öffentlichen Raum ein denkmalgeschützter Grabstein mit zwei Familien-Wappen für ein weibliches, 1654 verstorbenes Familienmitglied erhalten, der an der Innenwand der Nikolaikapelle angebracht wurde.

## Schriften (Auswahl)
- Ecquis jam lacrimis fit pudor ... in Conrad Christoph Heinemann: Der Baum des Lebens mit Seinen Früchten/ Und wie man derselben könne theilhafftig werden? : Bey ... Leich-Begängniß Des ... Georg Türcken/ Fürnehmen ICti, und XXIV. Jahre gewesenen ... Bürgermeisters dieser löblichen Stadt Hannover/ Welcher ... am 24. Martii ... des abgewichenen 1678. Jahres ... entschlaffen/ und darauff den 5. folgenden Monats Aprilis ... zu Hannover ... zur Ruhe bracht worden/ In der dazumal gehaltenen ... Leich-Predigt ... fürgestellet, Hannover: Grimm, 1679; Digitalisat der Niedersächsischen Staats- und Universitätsbibliothek Göttingen (SUB Göttingen)
- Si pietas, si sancta fides, si candida morum ..., in Conrad Olffen: Rechtschaffener Seelen-Hirten schuldige Pflicht und Gnaden-Lohn/ : gezeiget Von dem H. Apostel Petro in seinem I. Brieffe am V. Cap. vers. 2.3.4. Und bey Christ- und Ansehnlicher Begräbnis Des ... Herrn M. Davidis Erythropili, Wolverdienten Predigers an der Kirchen zu S. Aegidii in Hannover/ Als derselbe/ nach dem am 19. Ianuarii dieses 1661. Jahrs ... genommenen seligen Abscheid aus dieser Welt/ den 27. selbigen Monats ... in sein Ruhe-Kämmerlein ... beygesetzet worden Erkläret, Hannover: Druck bei Georg Friedrich Grimm, 1661; Digitalisat der SUB Göttingen